# Каминский, Александр Валентинович
Алекса́ндр Ками́нский (пол. Aleksander Kamiński; 3 января 1823, Варшава, Российская империя — 26 февраля 1886, Влоцлавек, Варшавская губерния, Российская империя) — российский польский художник и педагог.

## Биография
Учёбу начал в школе изящных искусств в Варшаве у Александра Кокуляра, продолжил 1843—1847 годах в Санкт-Петербурге в Императорской академии художеств, а затем в 1848—1858 годах в Риме. Во время проживания в Париже встречался с Адамом Мицкевичем и написал известный его портрет.
После возвращения в Варшаву в 1858 году был назначен на пост профессора Школы изящных искусств.
В числе его учеников — Адам Бадовский, Станислав Масловский и Владислав Подковиньский.